# Związek Towarzystw Polek

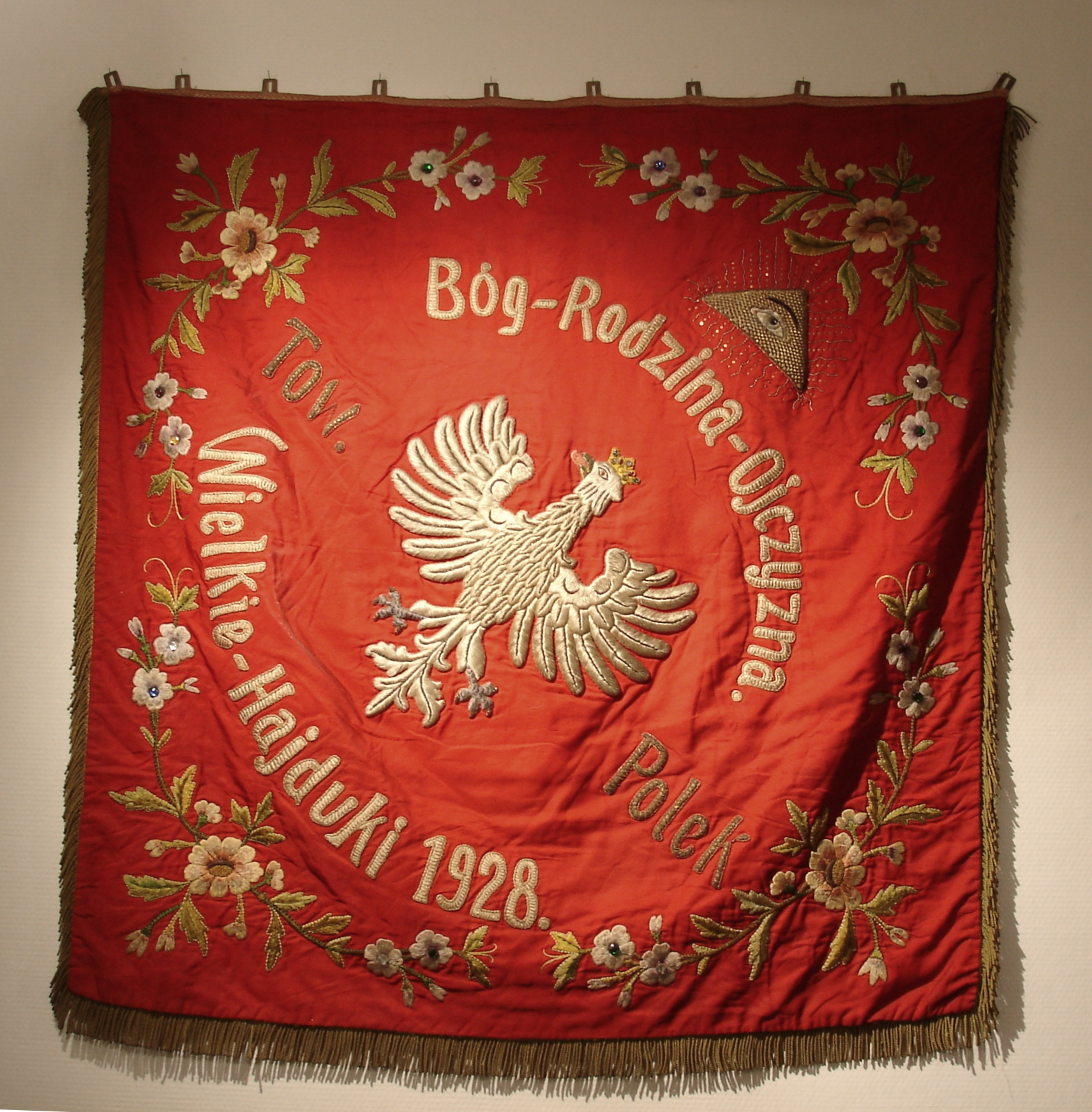
Sztandar Towarzystwa Polek w Wielkich Hajdukach (Chorzów), poświęcony w 1928 roku, po rozłamie Związku Towarzystw Polek; zbiory Muzeum w Chorzowie

Związek Towarzystw Polek (ZTP) – polska patriotyczno-narodowa, górnośląska organizacja kobieca założona w marcu 1914 roku.

## Geneza
Organizacja nawiązywała do powstałego w 1900 roku w Bytomiu pierwszego Towarzystwa Kobiet oraz do założonych w 1903 w Katowicach i Siemianowicach Towarzystw Czytelni dla Kobiet. W maju 1914 w Bytomiu odbył się zjazd delegatek tych organizacji, które dokonały scalenia w jeden Związek Towarzystw Kobiecych pod którą funkcjonował do 1918 roku. Na przewodniczącą organizacji powołano Janinę Omańkowską, późniejszą wielokrotną przewodniczącą Związku.

## Historia
Po zakończeniu I wojny światowej Związek Towarzystw Kobiecych przemianowany został na Związek Towarzystw Polek. Członkinie ZTP uczestniczyły we wszystkich Powstaniach Śląskich, również z bronią w ręku. Związkowczynie agitowały wśród kobiet na rzecz kandydowania i głosowania na stronę polską w wyborach do rad gminnych, które odbyły się 9 listopada 1919 roku. Mandat radnych uzyskały m.in. takie członkinie Związku jak Anna Beniszowa, Franciszka Koraszewska i Aleksandra Szyperska. W latach 20. działalność organizacji obejmowała górnośląską część województwa śląskiego. Szacuje się, że przed plebiscytem na Górnym Śląsku w 1921 roku liczba członkiń wynosiła od 35 tys. do 50 tys. Gazetą ZTP był „Głos Polek”.
W wyniku plebiscytu część kół ZTP znalazła się po stronie niemieckiej, a ich działalność zakończyła się w związku z silnymi represjami politycznymi. Członkinie ZTP, które opowiedziały się za przynależnością obszaru plebiscytowego do państwa niemieckiego zostały wykluczone z organizacji. W roku 1927 ZTP zrzeszał 10 tys. członkiń w 110 kołach. Dziewczęta i młode kobiety organizowały się w sekcjach Towarzystwa Młodych Polek. Najbardziej znanymi członkiniami ZTP były posłanka na Sejm Halina Stęślicka i Elżbieta Korfanty, zastępczyni przewodniczącej w latach 1922−1927.
Członkiniami ZTP były zarówno rodowite Górnoślązaczki (należące głównie do warstwy chłopskiej, robotniczej i drobnomieszczańskiej) jak i kobiety napływowe (wywodzące się głównie z inteligencji). Znacząca część członkiń ZTP sympatyzowała z chrześcijańską demokracją. Po przewrocie majowym doszło do rozłamu organizacji na związany z chadecją Związek Katolickich Towarzystw Polek (ZKTP) i sanacyjne Towarzystwo Polek (TP).
W latach 30. TP była najsilniejszą kobiecą organizacją w województwie śląskim. TP nawiązała ścisłą współpracę ze Związkiem Pracy Obywatelskiej Kobiet, by później kontynuować działalność jako filia ZPOK.